# Barbatosphaeriaceae
Die Barbatosphaeriaceae bilden die einzige Familie der Barbatosphaeriales, einer Ordnung der Schlauchpilze (Ascomycota).

## Merkmale
Die Barbatosphaeriaceae bilden in der Hauptfruchtform ledrige bis zerbrechliche Perithecien als Fruchtkörper, die einzeln oder in kreisförmigen Gruppen, selten auch in Reihen gebildet werden.  Ein Stroma ist nicht vorhanden. Die Fruchtkörper sind kugelig bis fast kugelig, dunkelbraun bis schwarz, klebrig oder rau. Sie besitzen einen länglichen Hals, sowohl Hals als auch der Bauch des Peritheciums sind von einem leichten Flaum bedeckt, der aber mit zunehmendem Alter verschwindet. Der Hals ist zylindrisch, seitlich oder zentral und gerade bis leicht gekrümmt. Wenn die Fruchtkörper in Gruppen stehen, so sind die Hälse liegend bis senkrecht. Die obere Öffnung (Ostiolum) ist mit Periphysen besetzt. Die Fruchtkörperhaut (Peridie) besteht aus zwei Schichten. Die zahlreichen Paraphysen sind ausdauernd, zylindrisch, unverzweigt, septiert, wobei sie am Septum eingeschnürt sind, und spitz zulaufend. Die Schläuche besitzen immer acht Ascosporen, sind  einwandig (unitunikat), zum Stielchen hin schmäler, mit einem nicht amyloiden apikalen Ring. Die Ascosporen sind in einer oder zwei Reihen angeordnet, länglich bis elliptisch, fast zylindrisch oder nieren- bis würstchenförmig, manchmal hufeisenförmig bis zu einem Dreiviertelkreis gebogen. Sie sind unseptiert oder septiert und glattwandig.
Die Nebenfruchtform ist hyphomycetisch ausgebildet, ähnlich den Gattungen Ramichloridium und Sporothrix. Die Konidienträger sind mikro- bis makronematös, das bedeutet, ihre Hyphen sind deutlich kleiner oder größer als normale Hyphen. Sie sind unverzweigt oder verzweigt, zylindrisch bis flaschenförmig oder auch unregelmäßig geformt, braun oder durchscheinend. Die konidiogenen Zellen sind polyblastisch, d. h., es werden jeweils viele Konidien abgeschnürt. Diese sind elliptisch bis fast würstchenförmig, gerade oder gekrümmt, einzellig und durchscheinend.

## Ökologie
Vertreter der Barbatosphaeriaceae leben saprob in verrottendem Holz oder anderen Pflanzenresten.

## Systematik und Taxonomie
Die Familie Barbatosphaeriaceae wurde 2017 von Huang Zhang, Kevin David Hyde und Sajeewa S.N. Maharachchikumbura  erstbeschrieben und zunächst in die Unterklasse Diaporthomycetidae mit unsicherer Stellung gestellt. 2021 beschrieben dann Hyde und  Hongsanan die Ordnung Barbatosphaeriales.
Folgende Gattungen gehören zur Familie:
- Appendopyricularia mit nur einer Art
- Barbatosphaeria mit neun Arten
- Ceratostomella mit ungefähr fünfzehn Arten
- Xylomelasma mit vier Arten